# 경영학 학사
경영학 학사(經營學學士, 영어: Bachelor of Business Administration, BBA)는 학사의 학위 중 하나이다. 경영학 계통의 학위로, 다른 학위로는 석사, 박사가 있다. 주로 4년제 대학의 경영학과 등의 졸업생에게 수여되는 학위이다.

## 같이 보기
- 경영대학원
- 경영학 석사
- 경영학 박사